# Gérard Perreau-Bezouille
Pour les articles homonymes, voir Perreau.
Gérard Perreau-Bezouille, né en 1951, est président de la Fédération française des clubs omnisports (FFCO). Militant altermondialiste, il a été un élu de la ville de Nanterre, de 1989 à 2014. 

## Biographie

### Coopérant
Coopérant en Algérie (1977-1979) à la faculté de sciences économiques de l’université d’Alger, il conçoit des supports de formation pour assurer la réussite de la mise en place du plan comptable algérien (PCA).

### Premier adjoint de Nanterre
Gérard Perreau-Bezouille a été premier adjoint de la ville de Nanterre entre 2008 et 2014. Après avoir occupé les fonctions de maire adjoint aux sports et aux jumelages, puis avoir été délégué à la communication aux systèmes d’informations, il a exercé les fonctions de maire adjoint aux finances puis de président du groupe C.I.C. (« Communistes et d’initiative citoyenne »). En 2010, il participe activement à la création de Gauche Citoyenne.
Impliqué très tôt dans les processus de démocratie participative, liant expérimentation pratique et analyses diverses (articles, colloques…), à Nanterre il anime successivement la mise en place des « Cahiers pour la Ville » (élections de 1995), puis les Assises pour la ville (à partir de 1997), du Comité local de la démocratie participative, des « appels à projets » (dispositif de budget participatif adapté aux conditions françaises). Il propose et met en place « l’Agora - Maison des Initiatives Citoyennes » et Le Cyber (colloque Révolution numérique et mutations urbaines[réf. nécessaire], Déclics ![source insuffisante]…) qui fusionnent en une entité unique.
Administrateur, depuis sa création, de l'Établissement public d'aménagement Seine-Arche (EPASA), il s'investit pour une prospective durable et solidaire, un aménagement sensible, accordant une place spécifique à l'imagination et à l'action sur l'espace public, au respect des différences d'échelle, de temps et d'espace. Il participe au projet de Maud Le Floc'h Un élu, un artiste qu'il présente au Québec. Il développe cette conception lors des entretiens de 2008 du journal Libération, dans un échange avec Sophie Duez. Il participe régulièrement aux activités du think tank La Fabrique de la Cité.
Il assume le passage d’une informatique centralisée (avec un syndicat intercommunal « NORD 92 ») à une informatique répartie (réseaux, micro-ordinateurs), cadre une réflexion spécifique à la modernisation du service public communal. Un budget par activité (B.P.A.) est mis en place afin de permettre aux élus comme aux citoyens de mieux s'approprier les grands choix financiers de Nanterre à partir des politiques publiques avec la construction d'indicateurs d'environnement et d'action[réf. nécessaire].
Deux expériences transversales marquent aussi cette intervention au niveau local : la commémoration du changement de millénaire marquée par une exposition constituée d'objets et de témoignages de nanterriennes et de nanterriens et « l'année de l'Algérie à Nanterre », qui aboutit, grâce à l'action des associations et de citoyens, à la commémoration chaque année du massacre du 17 octobre 1961. Dans le domaine du rapport des villes au monde, il pilote le passage d’une politique basée exclusivement sur les jumelages à une vision à trois composantes de l’activité monde, articulant projets d’action (coopération décentralisée) en liaison avec les citoyens et leurs associations, relance des jumelages traditionnels, travail en réseau. De nombreuses propositions sont développées aux entretiens des Montreuil[source insuffisante] (2010).

### Militantaltermondialiste
Il participe puis anime, pour le compte de la ville de Nanterre, plusieurs Forums des autorités locales dans le cadre du Forum social mondial (FSM) de Porto Alegre.En janvier 2010, il participe à l'ouverture du 10e FSM à Porto Alegre avec le séminaire « Métropoles Solidaires ». Membre du conseil scientifique d’ATTAC France, il travaille à plusieurs reprises sur des ateliers dans le cadre de l’Université d’été et du Réseau « villes d’ATTAC »
Animateur politique du réseau FALp pour des métropoles solidaires, il anime la table ronde conclusive de la session de Getafe (banlieue de Madrid) le 11 juin 2010. Il collabore également au pilotage de l’Observatoire international de la démocratie participative (OIDP), est membre du bureau de Cités Unies France et participe régulièrement au conseil mondial de Cités et Gouvernements locaux unis (CGLU).

### Tuerie de Nanterre (27 mars 2002)
Lors de la tuerie de Nanterre qui se déroule le 27 mars 2002, il maîtrise, avec sept autres élus et un agent communal, Richard Durn qui vient de tuer huit élus et d’en blesser dix-neuf autres (dont quatorze grièvement). Il raconte cet événement dans « Écrire c’est tenter d’exorciser », un texte publié dans plusieurs revues. Plusieurs années après, il donne son témoignage dans le documentaire d'Agnès Bert Richard Durn : autopsie d’un massacre sur France 3 où il déclare : « sauver la vie des autres ça ne donne pas de droits, que des devoirs », puis à l'émission Toute une histoire sur France 2. Le 14 septembre 2002, il est nommé chevalier de la Légion d'honneur par décret du 22 juillet 2002 du président de la République, Jacques Chirac, avec effet au 23 avril 2002. Il est nommé parmi les huit élus morts, nommés à titre posthume, et les neuf personnes qui contribuent à arrêter l'assassin de la « tuerie de Nanterre ».

### Dirigeant sportif
Ancien joueur de handball, il dirige pendant un temps le club omnisports de l'Entente sportive de Nanterre puis devient coprésident, avec Patrick Baqué, Président des Girondins de Bordeaux Omnisports, de la Fédération française des clubs omnisports. Il contribue à la structuration de son organisation qui est membre du Comité national olympique et sportif français et développe, à côté de la dimension fédérale de « services », une fonction de force de proposition, de lieu de réflexion, de relance de l’omnisports autour du concept de « sport vivant ».
Il milite pour un sport en prise avec la société, tout particulièrement sur les questions de l'emploi, de la citoyenneté, de la santé.
La fédération se rapproche du groupe des 17 et du mouvement des Assises Nationales du Sport. Il est par exemple choisi, en novembre 1998, lors des Assises de Lille sur le thème « Sport et société : quelle cohérence ? » pour interroger, en compagnie de Serge Roy président de la FNOMS, Marie-George Buffet, alors ministre des Sports, et Aimé Jacquet auréolé de sa victoire au mondial de football. Plusieurs participations et publications dans le cadre de l'université d'été de l'Union nationale des clubs universitaires (UNCU). Il expose sa vision, de la manière la plus achevée et à la suite des contributions de trente acteurs du sport, dans la conclusion de l'ouvrage Regards Omnisports puis dans la postface de Après Londres, les JO, regards et perspectives (2013). Il coordonne l'ouvrage "Paris 2024 : d'autres regards sur les Jeux" . À la création de cette plateforme collaborative interfédérale, en octobre 2016, il est élu vice-président d'ID.Orizon.
Il est élu en 2022 administrateur du think tank Sport et citoyenneté.
En 2024, il coordonne l'ouvrage Osez le sport autrement édité par la FFCO aux éditions Amphora.

### Enseignant, formateur, auteur, éditeur
Il conserve, tout au long de sa vie, une activité d’enseignant et de formateur de formateurs – étant lui-même agrégé d’économie gestion –, après un détachement à l'École normale supérieure de Fontenay-Saint-Cloud puis au Centre académique de ressources et de formation en informatique (CARFI). Il publie aux éditions Foucher puis aux éditions PRplus, qu’il fonde en 1989 avec Jean-François Ruet, plusieurs ouvrages pédagogiques et didactiques à propos de l’informatique (La Pratique du Basic, Les fichiers Basic, Comprendre et pratiquer l’informatique, Travaux professionnels sur dBase II…) puis anime une collection de supports de formation (transparents, ensembles pédagogiques…). Passionné par la modélisation, il collabore à plusieurs outils de simulation comme La pratique du Minitel, Matignon (logiciel retenu au CAPES de SES) et rédige plusieurs articles en ce sens.

Depuis 2004, il est membre du conseil de lecture et d'orientation des éditions Syllepse.

### Amateur
Passionné par la photographie et par le surréalisme, il réalise deux expositions « Algérie au cœur » et « Nairobi » et rédige quelques articles critiques sur des expositions.